# Carmen Miranda
Carmen Miranda GCIH OMC (pronunție în portugheză [ˈkaɾmẽȷ̃ miˈɾɐ̃dɐ]; născută Maria do Carmo Miranda da Cunha; n. 9 februarie 1909, Várzea da Ovelha e Aliviada⁠(d), Districtul Porto, Portugalia – d. 5 august 1955, Beverly Hills, California, SUA) a fost o cântăreață de samba, dansatoare și actriță braziliană de origine portugheză. A jucat atât în filme hollywoodiene cât și în producții pe Broadway. Poreclită The Brazilian Bombshell, Miranda este cunoscută pentru costumația sa din lungmetrajele americane, accesorizată mereu de un turban cu fructe. În tinerețea sa, Miranda a lucrat ca și confecționer într-un magazin de pălării. În 1929, realizează alături de compozitorul Josué de Barros primele sale înregistrări. În 1930, cântecul Taí (Pra Você Gostar de Mim), scris de Joubert de Carvalho, o catapultează pe Miranda în atenția publicului brazilian, aceasta devenind cea mai proeminentă cântăreață de samba a țării.
În anii '30, Miranda cântă la stații de radio braziliene și are apariții în cinci chanchadas, filme celebrative ale muzicii, dansului și carnavalelor Braziliei. Exemple sunt peliculele Hello, Hello, Brazil! (1935) și Hello, Hello, Carnival! (1936). Muzicalul Banana da Terra (regizat de Ruy Costa) îi definește lui Miranda look-ul Baiana, inspirat de afro-brazilienii statului Bahia.
În 1939, producătorul de pe Broadway Lee Shubert îi oferă lui Miranda șansa de a juca în musicalul The Streets of Paris după ce o vede cântând într-un cazinou din Rio de Janeiro.  Următorul an apare în primul său film hollywoodian, intitulat Down Argentine Way, cu Don Ameche și Betty Grable. Cariera sa se bucură de un succes crescent, în 1945 fiind declarată cea mai bine plătită femeie din Statele Unite.
Carmen Miranda realizează 14 filme americane între 1940 și 1953. Popularitatea sa descrește însă după Al Doilea Război Mondial. Aceasta încearcă să renunțe la imaginea sa de marcă, focusându-se pe concerte în cluburi de noapte și apariții în show-uri de televiziune. Documentarul Carmen Miranda: Bananas is My Business (1995) îi urmărește cariera și viața personală.

## Copilăria
Carmen Miranda, pe numele ei real Maria do Carmo Miranda da Cunha, s-a născut la data de 9 februarie 1909 în Várzea da Ovelha e Aliviada, un sat din municipalitatea portugheză Marco de Canaveses. A fost a doua fiică a lui José Maria Pinto da Cunha (n. 17 februarie 1887 – 21 iunie 1938) și a lui Maria Emília Miranda (10 martie 1886, Rio de Janeiro – 9 noiembrie 1971). În 1909, când Miranda avea zece luni, tatăl său a emigrat în Brazilia și s-a stabilit în Rio de Janeiro, unde a deschis un salon de frizerie. Soția sa îl urmează în 1910, luând de asemenea fiicele Olinda (1907–1931) și Carmen. Deși Carmen nu s-a mai întors să locuiască în Portugalia, și-a păstrat cetățenia originală. În Brazilia, părinții ei au mai făcut patru copii: Amaro (n. 1911), Cecília (1913–2011), Aurora (1915–2005) și Óscar (n. 1916).
A fost botezată Carmen din dorința tatălui său, care era admirator al operei Carmen de Bizet. Pasiunea de a cânta și dansa i se dezvoltă în copilărie. A studiat la mănăstirea Tereza de Lisieux. Deși tatăl său s-a opus, mama lui Miranda a încurajat-o să-și înceapă cariera în lumea divertismentului. Carmen participă la audiții pentru spectacole radiofonice și cântă la petreceri și festivaluri din Rio.

## Cariera în Statele Unite ale Americii
În 1939, producătorul american Lee Schubert îi oferă lui Miranda posibilitatea de face parte din distribuția musicalului de pe Broadway, The Streets of Paris, după ce o vede cântând în Cassino da Urca.  Tentată să viziteze New York-ul, Miranda acceptă cu condiția ca formația sa să o acompanieze. Intuind impactul pe care Miranda avea să-l aibă în America, președintele brazilian Getúlio Vargas plătește din banii publici transportul naval a trupei. Miranda se îmbarcă pe SS Uruguay, părăsind Brazilia pe 4 mai 1939. Ajunge în New York City în 18 mai. Primul spectacol al The Streets of Paris are loc pe 19 iunie 1939, Miranda fiind lăudată de criticii de specialitate pentru prestația sa.

Distribuția musicalului The Streets of Paris în 1941: Bud Abbott, Carmen Miranda și Lou Costello.

Noul star de pe Broadway câștigă în scurt timp și admirația Hollywood-ului, studioul de film Twentieth Century Fox lucrând la un lungmetraj pentru Miranda. Proiectul, intitulat inițial The South American Way după un cântec de-al cântăreței, are premiera în 11 octombrie 1940 cu titlul Down Argentine Way. În 1941, Miranda se întoarce pe Broadway cu musicalul Sons o' Fun.
Deși popularitatea sa era în continuă creștere, Miranda se confruntă cu pierderea unui număr de fani în Brazilia. Aceasta era criticată pentru acomodarea cu valorile capitaliste din America și pentru rolurile stereotipale de "bimbo latino-americană" pe care le juca. Pe 10 iulie 1940, Miranda se întoarce în Brazilia și este primită cu ovaționări. La scurt timp însă, presa o blamează pentru că ar aduce o imagine negativă asupra țării sale. Pe 15 iulie, Miranda parcticipă la un concert caritabil organizat de Prima Doamnă Darci Vargas. Aceasta salută publicul în engleză și i se răspunde cu tăcere. Când începe să cânte melodia The South American Way, Miranda este huiduită și părăsește scena. A doua zi, presa o descrie ca fiind „prea americanizată”. Rănită de reacția mulțimii, Miranda nu se mai întoarce în Brazilia timp de 14 ani.
În anii războiului, Miranda joacă în opt filme. Pelicula That Night in Rio, cu distribuția formată din Miranda, Don Ameche și Alice Faye, are premiera pe 11 aprilie 1941. Pe 24 martie 1941, Miranda devine unul din primii artiști latino care își lasă amprentele la Grauman's Chinese Theatre. Urmărotul ei film, Week-End in Havana, are premiera pe 8 octombrie 1941. Comedia cu Cesar Romero, Alice Faye și Carmen Miranda este un succes la box-office, surclasând filmul Cetățeanul Kane, lansat cu o săptămână înainte. În 1942, Miranda filmează Springtime in the Rockies, unul din primele zece succese la box-office ale acelui an. Miranda era obligată contractual să aibă apariții publice îmbrăcată în costumațiile din filmele sale. În 1943, apare în The Gang's All Here. La 1945, Carmen Miranda era cea mai bine plătită femeie din Statele Unite, câștigând 200.000 dolari pe an (2,2 milioane dolari astăzi).
După Al Doilea Război Mondial, filmele lui Miranda la Fox au fost produse în alb-negru, semn că publicul își pierduse interesul în ea. Filme ca Doll Face (1945) și If I'm Lucky (1946) nu reușesc să atragă mulțimea ca și lungmetrajele anterioare. Miranda se ambiționează să joace rolul principal în comedia Copacabana (1947), dar nu impresionează americanii cu noua sa postură. Joe Pasternak o invită pe Miranda să joace în două musicaluri pentru Metro-Goldwyn-Mayer:  A Date with Judy(1948) și Nancy Goes to Rio (1950). În prima din pelicule, Miranda renunță la costumația tipic braziliană și la turbanul cu fructe în favoarea rochiilor și pălăriilor confecționate de Helen Rose. În ultimul său film, Scared Stiff (1953), Miranda o interpretează pe Carmelita Castinha, o animatoare braziliană de pe un vas de croazieră. Răspunsul publicului vizavi de prestația sa este unul negativ, cântecele și costmele lui Miranda sugerând aproape o caricatură a acesteia. 
În aprilie 1953, Miranda pleacă într-un turneu de patru luni în Europa.

## Moartea
Pe 4 august 1955, Carmen Miranda a filmat un segment din emisiunea de varietăți The Jimmy Durante Show. Conform lui Durante, Miranda a precizat că se simte rău înainte de filmări. Acesta a vrut s-o înlocuiscă, dar ea a refuzat. După completarea numărului artistic Jackson, Miranda, and Gomez alături de Durante, Miranda cedează și cade în genunchi. Mai târziu, aceasta invită câțiva membri de platou la o petrecere la ea acasă. Noaptea aceea, Miranda se prăbușește pe holul dintre baia și camera sa, suferind un infarct miocardic. Corpul său este descoperit dimineața următoare în jurul orei zece. Avea 46 de ani.
Episodul filmat cu Miranda a fost difuzat la două luni după moartea acesteia, pe 15 octombrie 1955. Corpul cântăreței a fost transportat conform dorinței sale, înapoi la Rio. Mai mult de jumătate de milion de brazilieni au participat la înmormântarea sa. Carmen Miranda a fost îngropată la cimitirul São João Batista. În 1956, lucrurile sale au fost donate de familie Muzeului Carmen Miranda, deschis în august 1976. Pentru contribuțiile aduse industriei cinematografice, Miranda a primit o stea pe Hollywood Walk of Fame.

## Filmografie

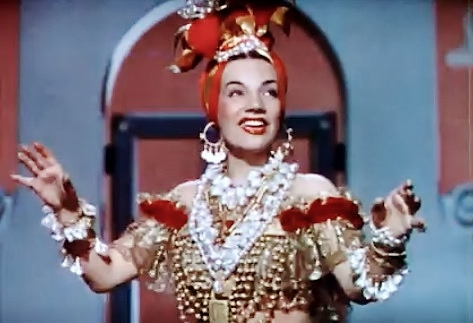
Carmen Miranda în Down Argentine Way (1940)

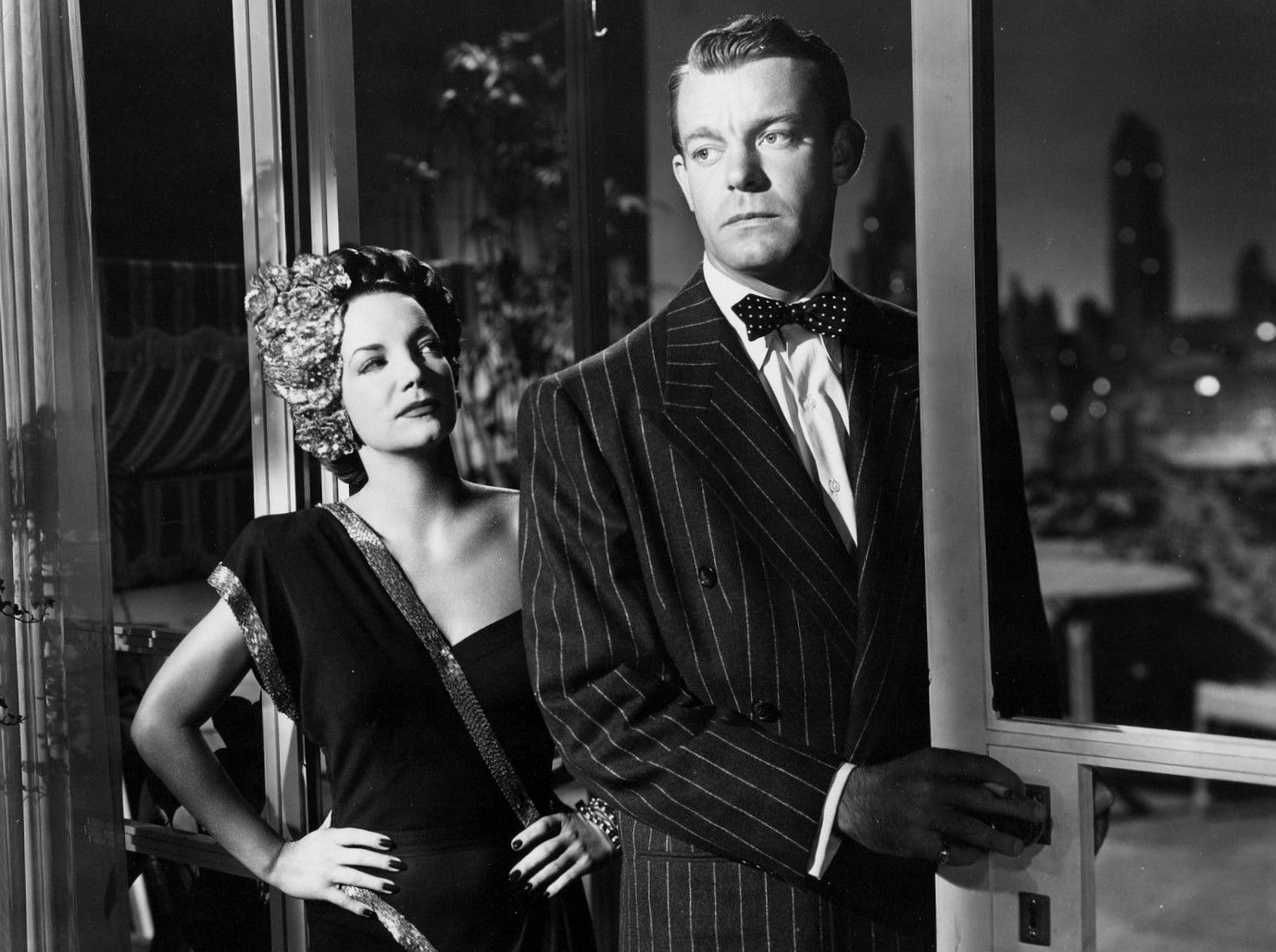
Carmen Miranda și Dennis O'Keefe în Doll Face (1946)

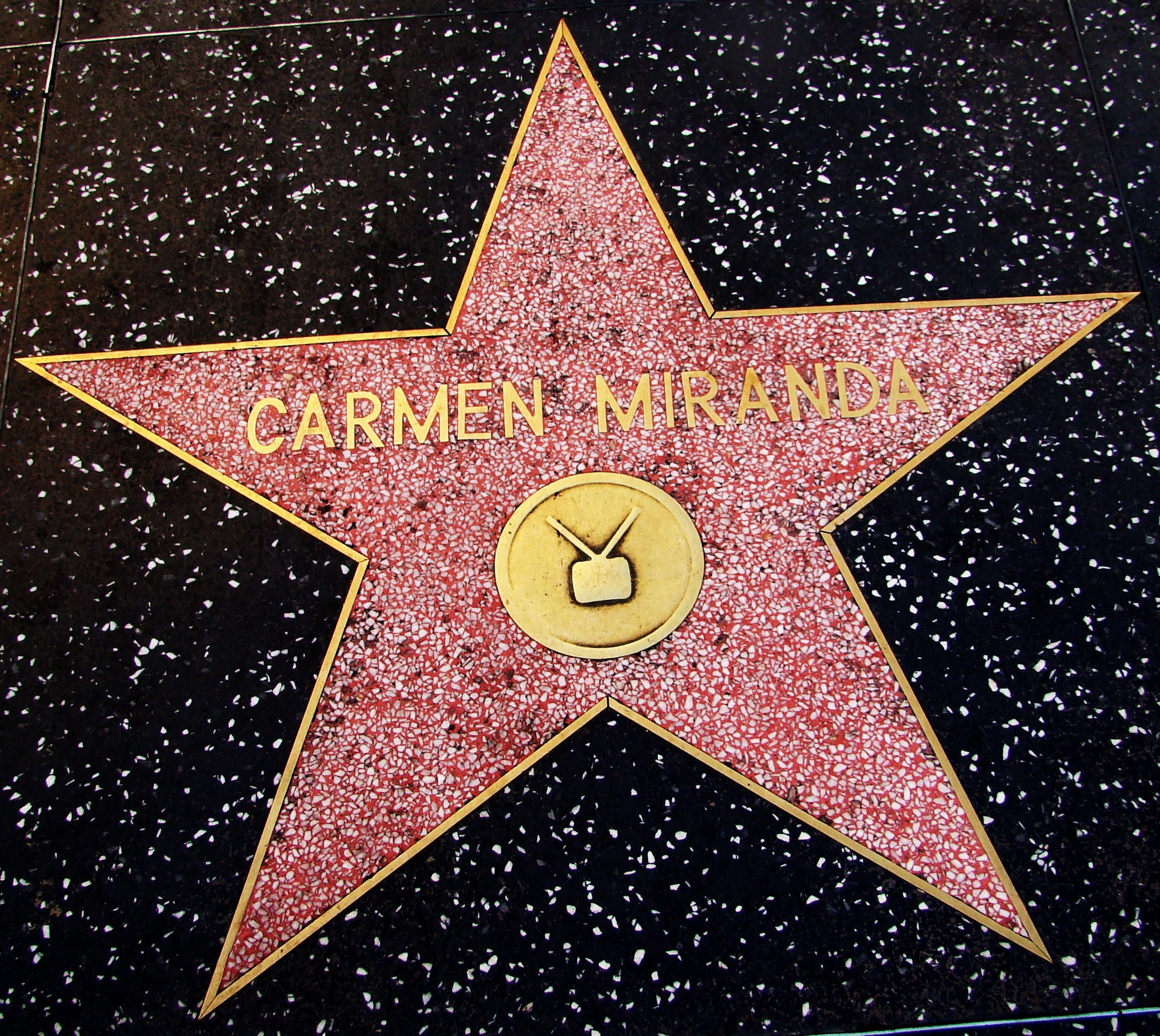
Steaua lui Carmen Miranda de pe Hollywood Walk of Fame

| An                | Titlu                                       | Rol                              | Note                                       |
| ----------------- | ------------------------------------------- | -------------------------------- | ------------------------------------------ |
| 1933              | A Voz do Carnaval                           | Ea însăși                        |                                            |
| 1935              | Hello, Hello Brazil!                        |                                  |                                            |
| 1935              | Estudantes                                  | Mimi                             |                                            |
| 1936              | Hello, Hello, Carnival!                     |                                  |                                            |
| 1939              | Banana da Terra                             |                                  |                                            |
| 1940              | Laranja da China                            |                                  |                                            |
| 1940              | Down Argentine Way                          | Ea însăși                        |                                            |
| 1941              | That Night in Rio                           | Carmen                           |                                            |
| 1941              | Week-End in Havana                          | Rosita Rivas                     |                                            |
| 1941              | Meet the Stars #5: Hollywood Meets the Navy | Ea însăși                        | Scurtmetraj                                |
| 1942              | Springtime in the Rockies                   | Rosita Murphy                    |                                            |
| 1943              | The Gang's All Here                         | Dorita                           | Titlu alternativ: The Girls He Left Behind |
| 1944              | Greenwich Village                           | Prințesa Querida                 |                                            |
| 1944              | Something for the Boys                      | Chiquita Hart                    |                                            |
| 1944              | Four Jills in a Jeep                        | Ea însăși                        |                                            |
| 1944              | Sing With the Stars                         | Ea însăși                        | Scurtmetraj                                |
| 1945              | The All-Star Bond Rally                     | Ea însăși                        |                                            |
| 1945              | Doll Face                                   | Chita Chula                      | Titlu alternativ: Come Back to Me          |
| 1946              | If I'm Lucky                                | Michelle O'Toole                 |                                            |
| 1947              | Copacabana                                  | Carmen Novarro/Mademoiselle Fifi |                                            |
| 1947              | "Slick Hare"                                | Ea însăși                        | Dublaj                                     |
| 1948              | A Date with Judy                            | Rosita Cochellas                 |                                            |
| 1949              | The Ed Wynn Show                            | Ea însăși                        | Episodul #1.2                              |
| 1949 până în 1952 | Texaco Star Theater                         | Ea însăși                        | 4 episoade                                 |
| 1950              | Nancy Goes to Rio                           | Marina Rodrigues                 |                                            |
| 1951              | Don McNeill's TV Club                       | Ea însăși                        | Episodul #1.25                             |
| 1951              | What's My Line?                             | Mystery Guest                    | episodul din 18 noiembrie 1951             |
| 1951 până în 1952 | The Colgate Comedy Hour                     | Ea însăși                        | 3 episoade                                 |
| 1951 până în 1953 | All-Star Revue                              | Ea însăși                        | 2 episoade                                 |
| 1953              | Scared Stiff                                | Carmelita Castinha               |                                            |
| 1953              | Toast of the Town                           | Ea însăși                        | Episodul #7.1                              |
| 1955              | The Jimmy Durante Show                      | Ea însăși                        | Episodul #2.2                              |
| 1995              | Carmen Miranda: Bananas is My Business      | Ea însăși                        | Arhivă                                     |

## Discografie

### Single-uri braziliene
- 1935
  - „Anoiteceu”
  - „Entre Outras Coisas”
  - „Esqueci de Sorrir”
  - „Foi Numa Noite Assim”
  - „Fogueira Do Meu Coração”
  - „Fruto Proibido”
  - „Cor de Guiné”
  - „Casaco de Tricô”
  - „Dia de Natal”
  - „Fala, Meu Pandeiro”
  - „Deixa Esse Povo Falar”
  - „Sonho de Papel” (înregistrat pe 10 mai 1935)
  - „E Bateu-Se a Chapa” (înregistrat pe 26 iunie 1935)
  - „O Tique-Taque do Meu Coração” (înregistrat pe 7 august 1935)
  - „Adeus, Batucada” (înregistrat cu orchestra Odeon pe 24 septembrie 1935)
  - „Querido Adão” (26 septembrie 1935)
- 1936
  - „Alô, Alô, Carnaval”
  - „Duvi-dê-ó-dó”
  - „Dou-lhe Uma”
  - „Capelinha do Coração”
  - „Cuíca, Pandeiro, Tamborim ...”
  - „Beijo Bamba”
  - „Balancê”
  - „Entra no cordão”
  - „Como Eu Chorei”
  - „As Cantoras do Rádio” (înregistrat cu Aurora Miranda și Odeon Orchestra pe 18 martie 1936)
  - „No Tabuleiro da Baiana” (înregistrat cu Louis Barbosa - 29 septembrie 1936)
  - „Como Vai Você?” (înregistrat cu Ary Barroso - 2 octombrie 1936)
- 1937
  - „Dance Rumba”
  - „Em Tudo, Menos em Ti”
  - „Canjiquinha Quente”
  - „Cabaret No Morro”
  - „Baiana Do Tabuleiro”
  - „Dona Geisha”
  - „Cachorro Vira-Lata” (înregistrat pe 4 mai 1937)
  - „Me Dá, Me Dá” (înregistrat pe 4 mai 1937)
  - „Camisa Amarela” (înregistrat cu Odeon Group pe 20 septembrie 1937)
  - „Eu Dei” (înregistrat pe 21 septembrie 1937)
- 1938
  - „Endereço Errado”
  - „Falar!”
  - „Escrevi um Bilhetinho”
  - „Batalhão do amor”
  - „E a Festa, Maria?”
  - „Cuidado Com a Gaita do Ary”
  - „A Pensão Da Dona Stella”
  - „A Vizinha Das Vantagens”
  - „Samba Rasgado” (înregistrat cu Odeon Group - 7 martie 1938)
  - „E o Mundo Não Se Acabou” ("And the World Would Not End") (înregistrat pe 9 martie 1938)
  - „Boneca de Piche” (înregistrat cu Odeon Orchestra pe 31 august 1938)
  - „Na Baixa do Sapateiro” (înregistrat cu Orchestra Odeon pe 17 octombrie 1938)
- 1939
  - „A Preta Do Acarajé”
  - „Deixa Comigo”
  - „Candeeiro”
  - „Amor Ideal”
  - „Essa Cabrocha”
  - „A Nossa Vida Hoje É Diferente”
  - „Cozinheira Grã-fina”
  - „O Que É Que a Bahiana Tem?” (înregistrat cu Dorival Caymmi - 27 februarie 1939)
  - „Uva de Caminhão” (înregistrat pe 21 martie 1939)
  - „Camisa Listada” (înregistrat cu Bando da Lua pe 28 august 1939)
- 1940
  - „Voltei pro Morro” (înregistrat pe 2 septembrie 1940)
  - „Ela Diz Que Tem”
  - „Disso É Que Eu Gosto”
  - „Disseram que Voltei Americanizada” (înregistrat cu Odeon Set pe 2 septembrie 1940)
  - „Bruxinha de Pano”
  - „O Dengo Que a Nêga Tem”
  - „É Um Quê Que a Gente Tem”
  - „Blaque-Blaque”
  - „Recenseamento” (înregistrat pe 27 septembrie 1940)
  - „Ginga-Ginga”

### Single-uri americane
- 1939
  - „South American Way” (înregistrat cu Bando da Lua - 26 decembrie 1939)
  - „Touradas Em Madrid”
  - „Marchinha do grande galo”
  - „Mamãe Eu Quero”
  - „Bambú, Bambú”
- 1941
  - „I, Yi, Yi, Yi, Yi (I Like You Very Much)” (înregistrat cu Bando da Lua - 5 ianuarie 1941)
  - „Alô Alô”
  - „Chica Chica Boom Chic” (înregistrat cu Bando da Lua - 5 ianuarie 1941)
  - „Bambalê”
  - „Cai, Cai” (înregistrat cu Bando da Lua 5 ianuarie 1941)
  - „Arca de Noé”
  - „A Weekend in Havana”
  - „Diz Que Tem ...”
  - „When I Love I Love”
  - „Rebola, Bola” (înregistrat cu Bando da Lua - 9 octombrie 1941)
  - „The Man With the Lollipop Song”
  - „Não Te Dou A Chupeta”
  - „Manuelo”
  - „Thank You, North America”
- 1942
  - „Chattanooga Choo Choo” (înregistrat cu Bando da Lua - 25 iulie 1942)
  - „Tic-tac do Meu Coração”
  - „O Passo Do Kanguru (Brazilly Willy)”
  - „Boncea de Pixe”
- 1945
  - „Upa! Upa!”
  - „Tico Tico"
- 1947
  - „The Matador (Touradas Em Madrid)” (înregistrat cu the Andrews Sisters și Vic Schoen alături de orchestra sa)
  - „Cuanto La Gusta” (înregistrat cu the Andrews Sisters și Vic Schoen alături de orchestra sa)[33]
- 1949
  - „Asi Asi (I See, I See)” (înregistrat cu The Andrews Sisters și Vic Schoen alături de orchestra sa)
  - „The Wedding Samba” (înregistrat cu The Andrews Sisters și Vic Schoen alături de orchestra sa)
- 1950
  - „Baião Ca Room' Pa Pa” (înregistrat cu The Andrews Sisters și Vic Schoen alături de orchestra sa)
  - „Ipse-A-I-O” (înregistrat cu The Andrews Sisters și Vic Schoen alături de orchestra sa)